# Yasugi
Yasugi (安来市, Yasugi-shi) est une ville située dans la préfecture de Shimane, au Japon.

## Géographie

### Situation
Yasugi est située dans l'est de la préfecture de Shimane, à la limite de la préfecture de Tottori.

### Démographie
En octobre 2022, la population de la ville de Yasugi était de 36 497 habitants répartis sur une superficie de 420,93 km2.

### Topographie
Le mont Hiba se trouve sur le territoire de Yasugi.

### Hydrographie
Yasugi est bordée par le lac Nakaumi au nord.

## Histoire
Yasugi a acquis le statut de ville en 1954.

## Culture locale et patrimoine

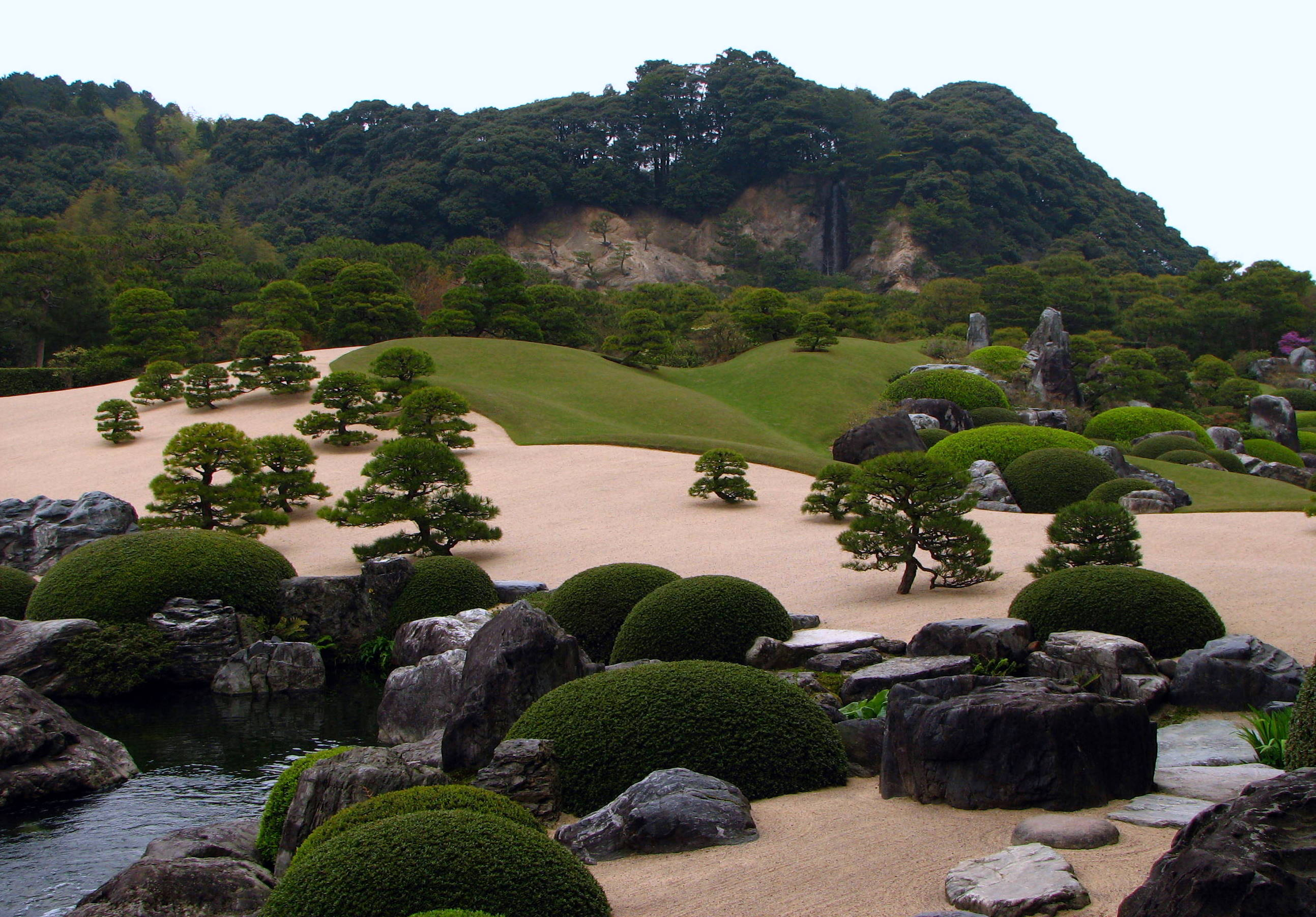
Jardin japonais du musée d'art Adachi.

### Musées
Le musée d'art Adachi, un musée d'art moderne ouvert en 1970, est entouré d'un jardin japonais considéré comme étant l'un des plus beaux du Japon.

### Château
Les ruines du château de Gassantoda se trouvent à Yasugi.

## Transports
La ville est desservie par la ligne principale San'in de la JR West. La gare de Yasugi est la principale gare de la ville.

## Jumelage
- Miryang (Corée du Sud)